# Liliac (plantă)
Liliacul (Syringa vulgaris) face parte din familia oleaceelor și este o specie din genul Syringa care înflorește primăvara. Este un arbust a cărui înălțime poate ajunge până la șapte metri, cu ramuri drepte și lujeri puțin muchiați.

## Caracteristici
- Frunzele sunt ovate sau lat-ovate, la bază cordate, până la 12 centimetri lungime, acuminate, pețiol circa 2,5 cm lungime, glabre, verzi-întunecat [1].

- Florile sunt simple sau duble,  plăcut mirositoare, grupate în penicule de până la 20 cm lungime, multiflorale, în culori diferite, de la liliachiu la alb. Floarea are  caliciul mic, campanulat, cu patru dinți, corolă cu tub de un centimetru lungime, cu patru lobi patenți și două stamine[1].

## Înmulțire
Se înmulțește prin semințe, lăstari sau drajoni.

## Utilizare
Crește în tufișuri, în sălbăticie, dar este mai ales cultivat ca arbust ornamental.
Liliacul are și proprietăți medicinale. În acest scop se recoltează frunzele, din care se prepară infuzie sau comprese.

## Galerie

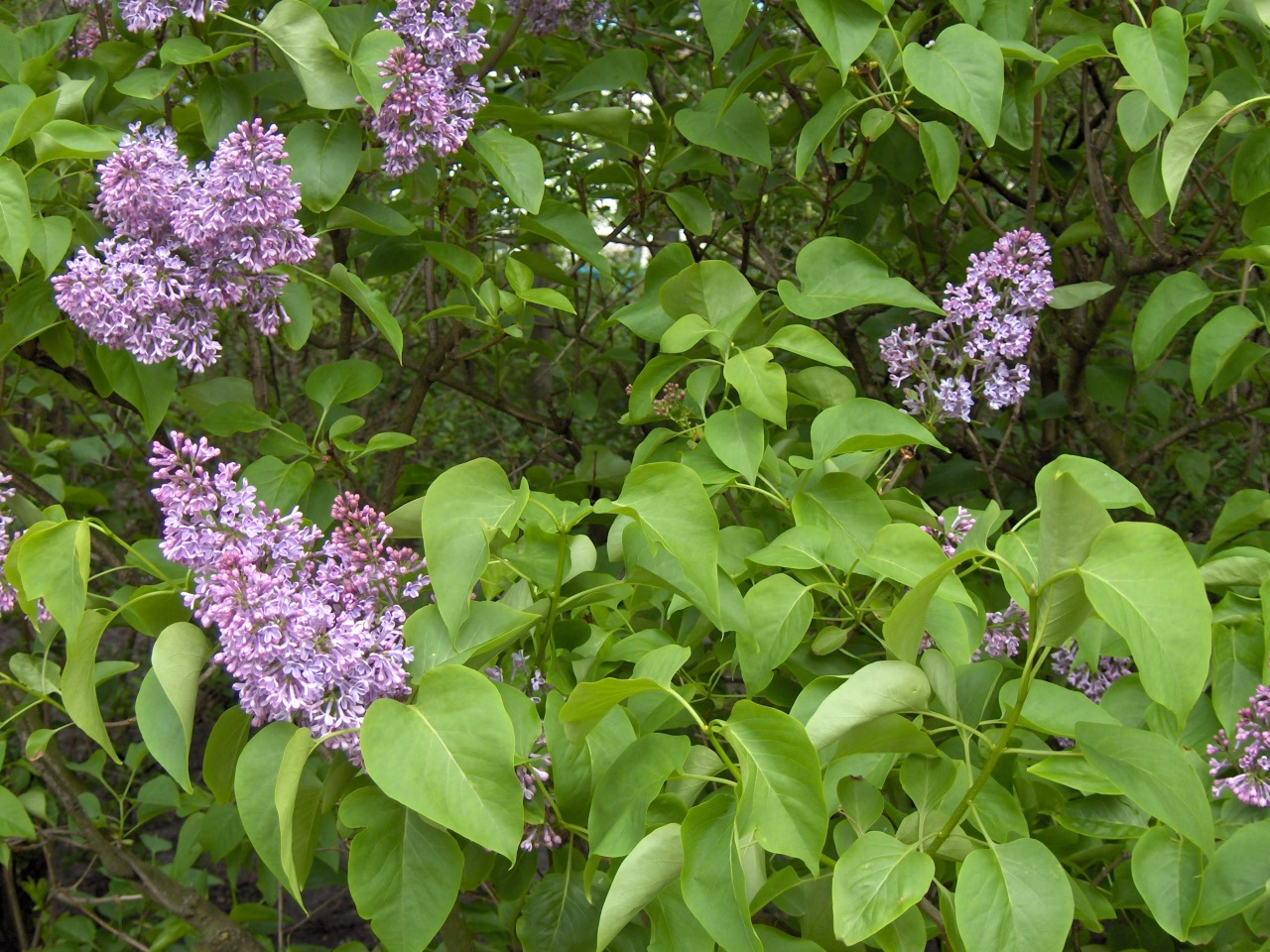
Flori și frunze în formă de inimă
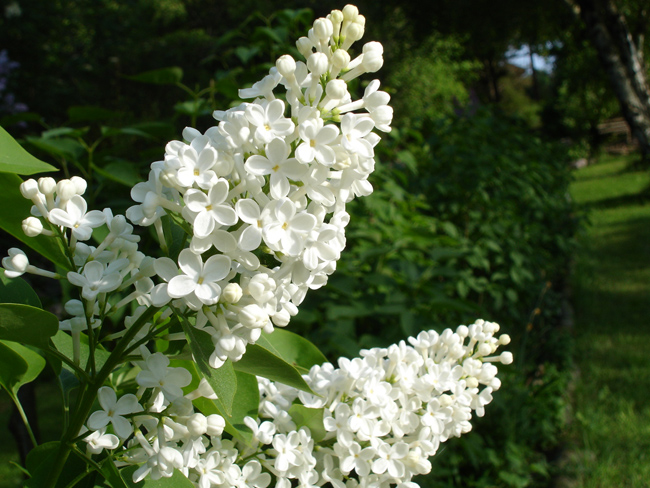
'Alba'
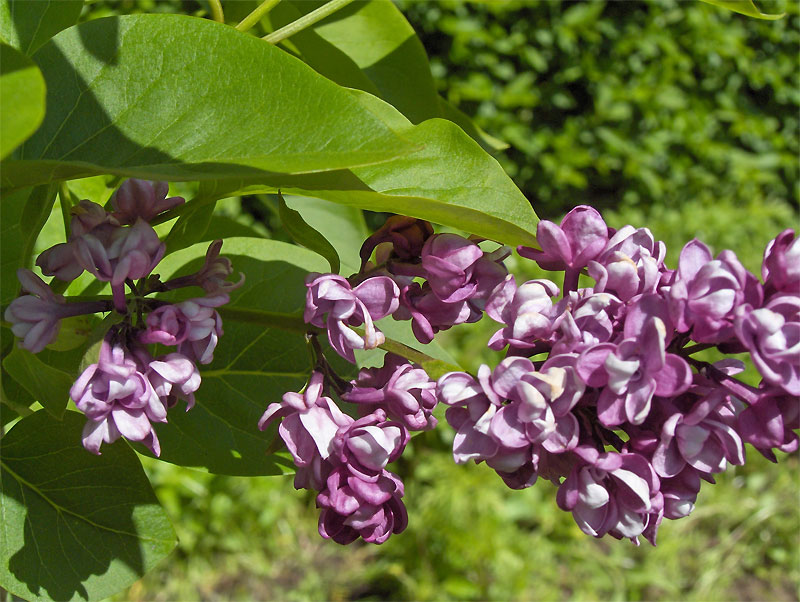
'Charles Joly'
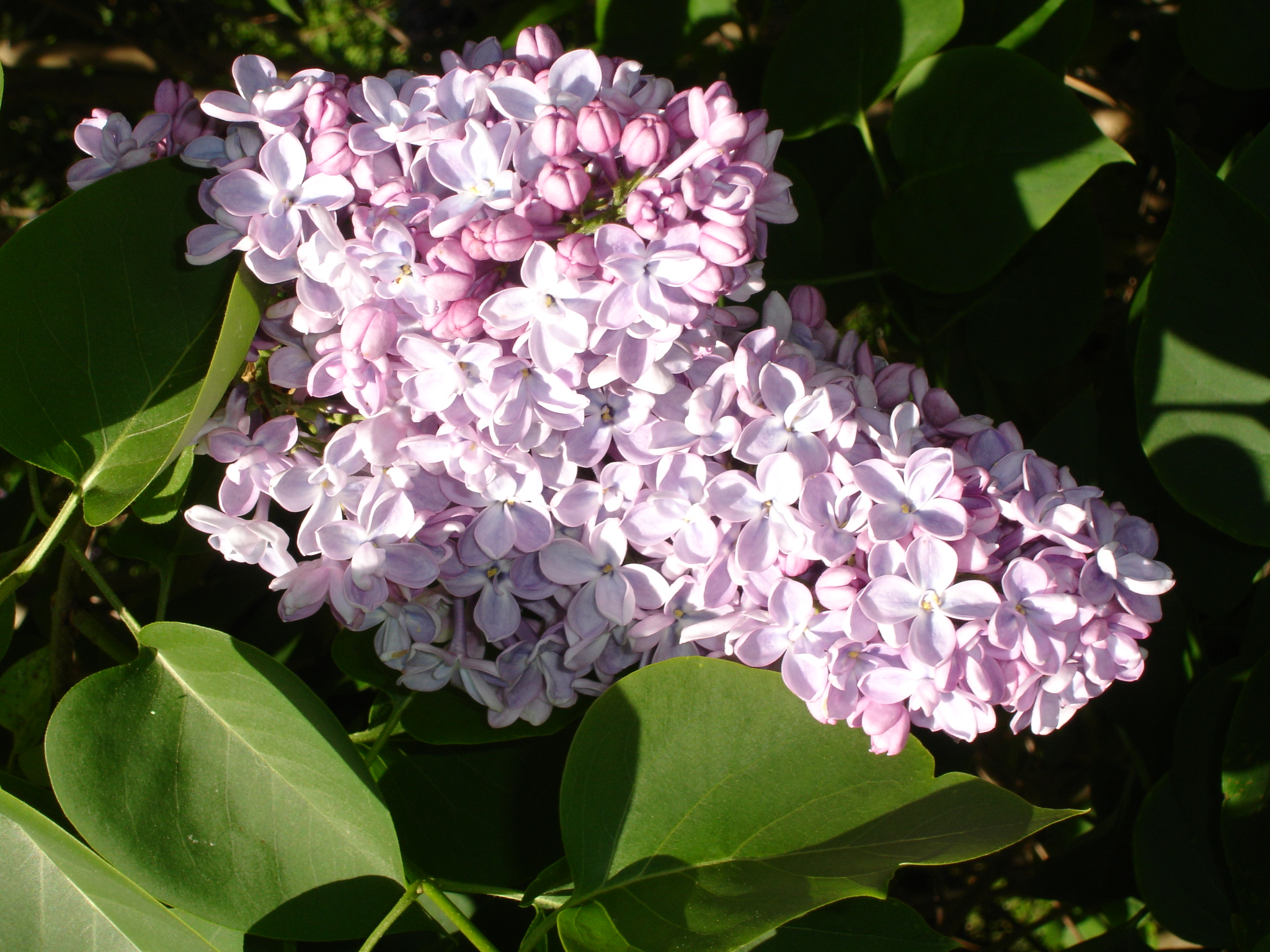
'Corondel'
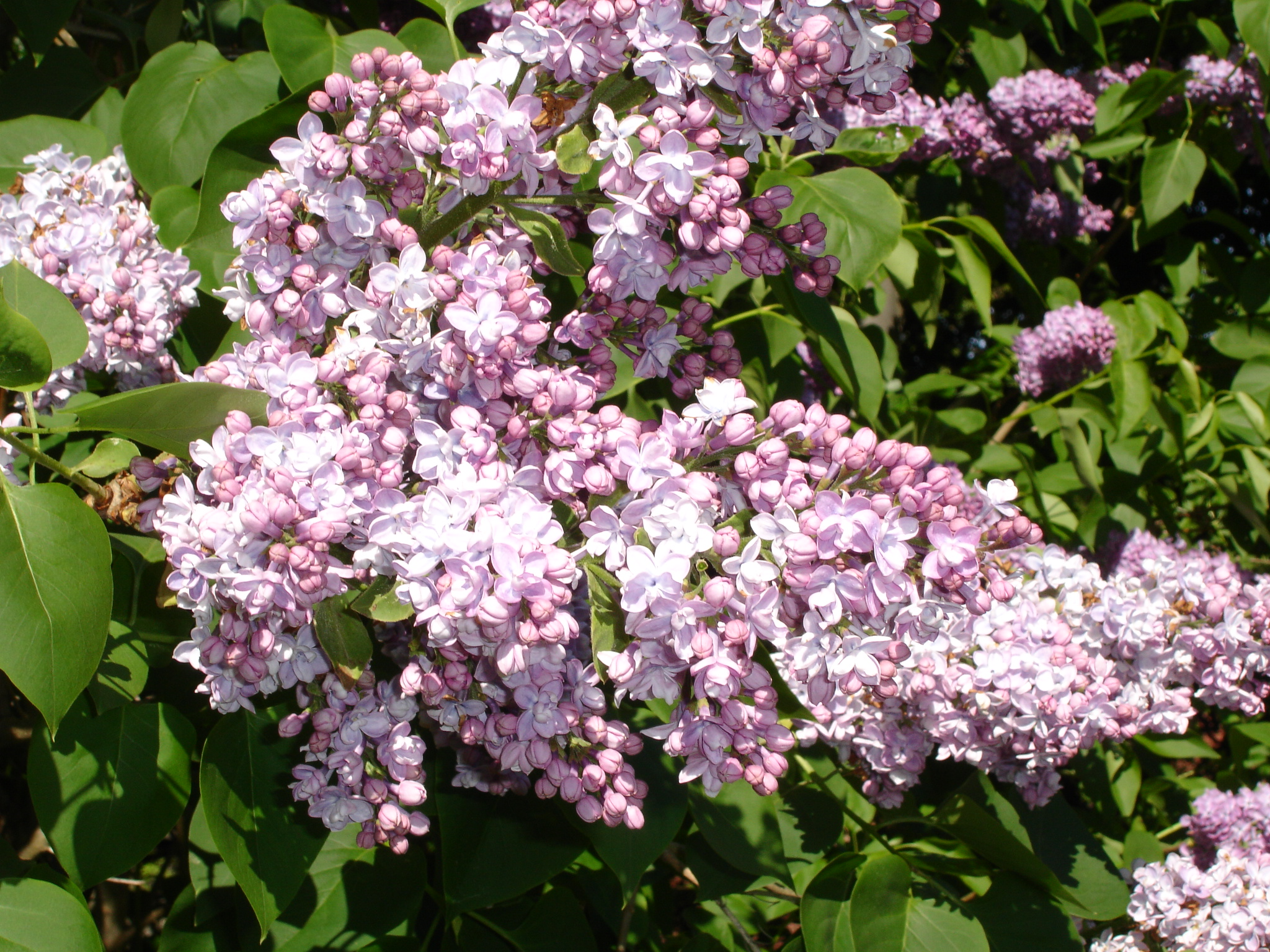
'Etna'
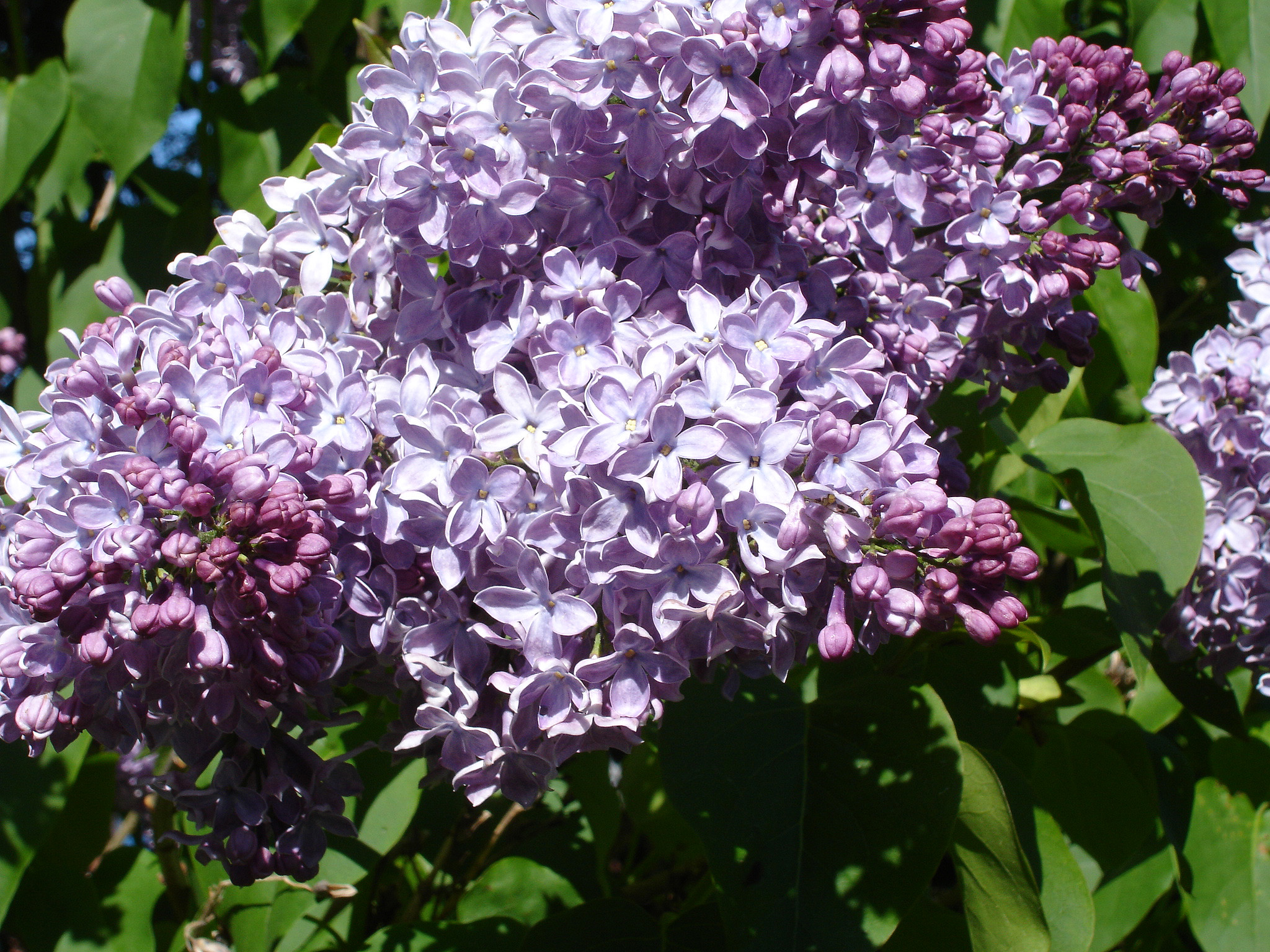
'Mme. Francisque Morel'
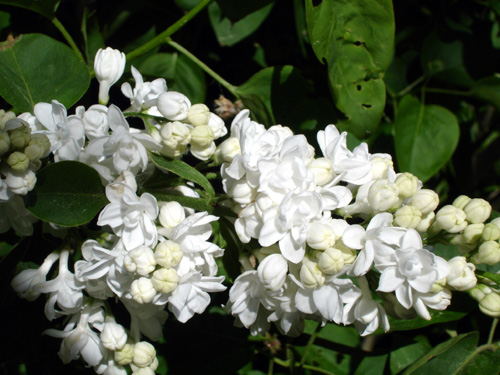
'Maréchal Foch'
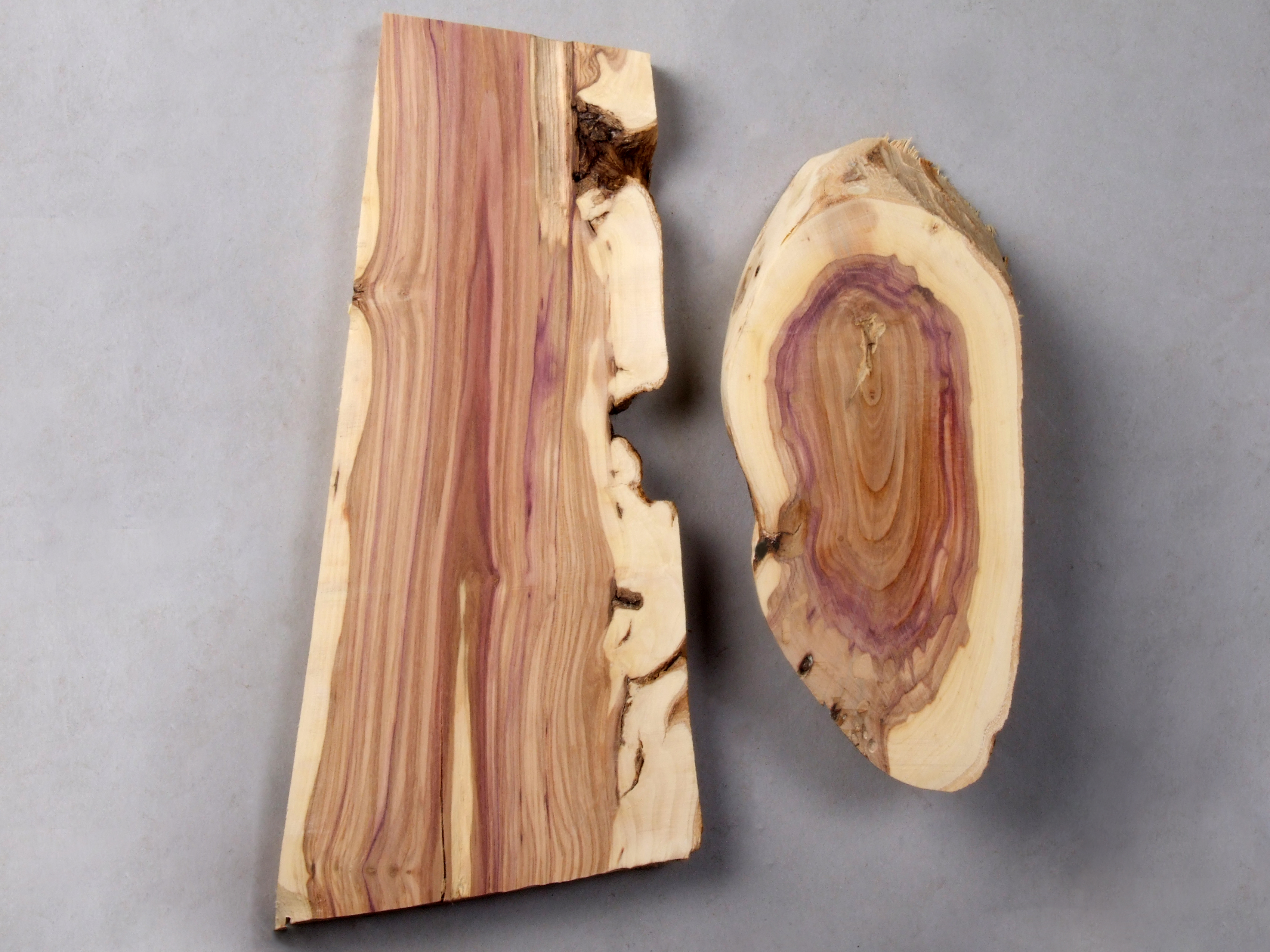
Lemn

## Legături externe
- „Lilac”. Encyclopædia Britannica (ed. 11). 1911.